# Macodes
Macodes je rod převážně terestrických orchidejí, rozšířený v počtu 11 druhů v tropické Asii, Papuasii a západním Tichomoří. Rostliny rostou ve stinném tropických deštných lesů. Mají široké listy s nápadně světlou nebo barevnou, síťnatou žilnatinou. Drobné a nenápadné květy jsou uspořádané v řídkém vzpřímeném hroznu.
Druh Macodes petola je pěstován v pokojových vitrínách a sklenících pro ozdobné olistění.

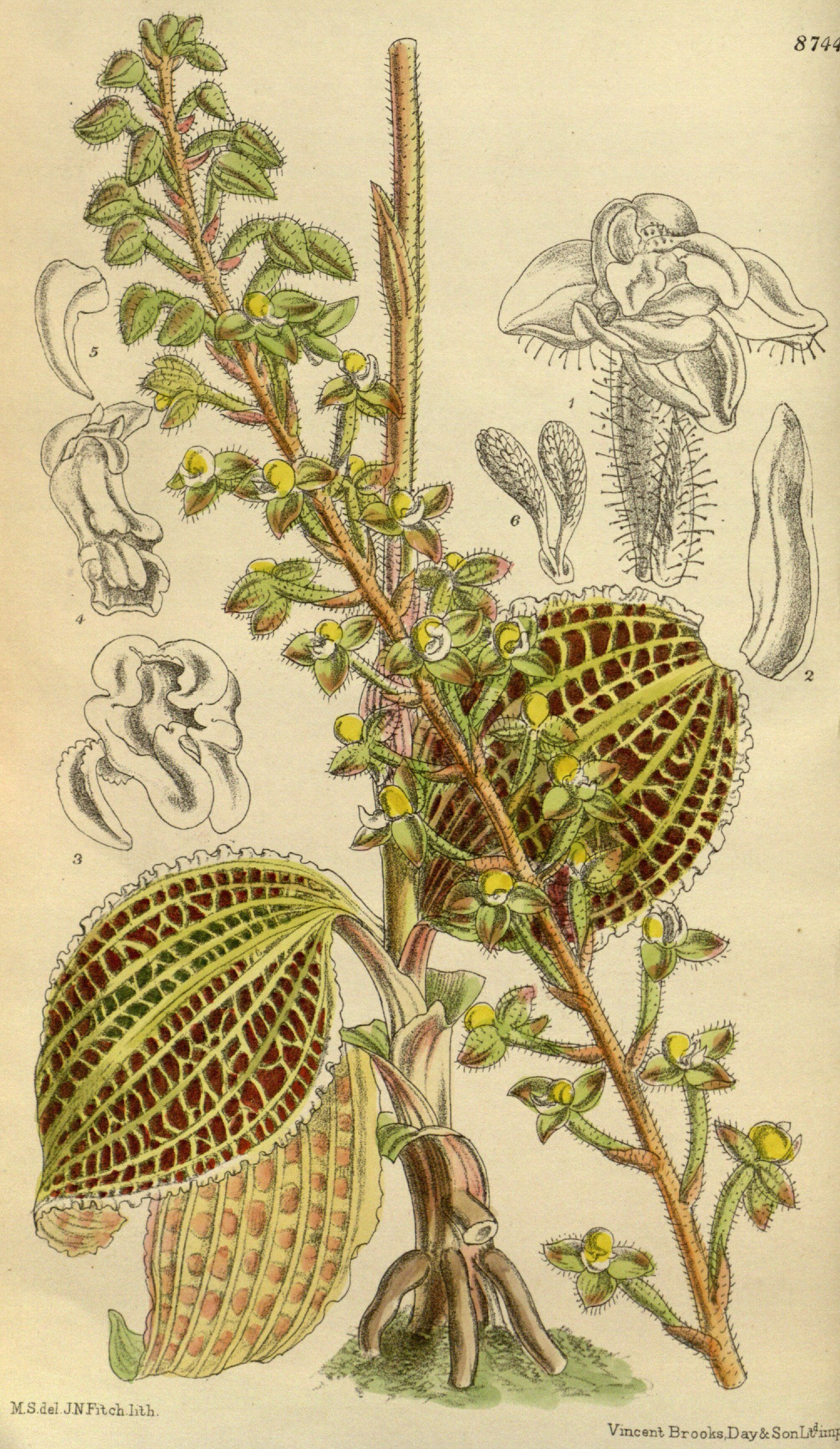
Ilustrace Macodes sanderiana z roku 1918

## Popis
Orchideje rodu Macodes jsou terestrické nebo příležitostně i epifytické (Macodes dendrophila) byliny. Oddenek je tvořen několika stejně dlouhými uzlinami. Stonek nese několik krátce řapíkatých, vejčitě eliptických až téměř okrouhlých listů. Čepel listů je světle nebo temně zelená, u některých druhů červeně naběhlá, s více či méně stříbřitě či žlutě zbarvenou síťnatou žilnatinou, na rubu červenopurpurová. Květenství je chlupaté. Na květní lodyze je několik roztroušených, pochvovitě objímavých listenů.
Květy nejsou přetočené. Vnější povrch kališních lístků je pýřitý. Postranní kališní lístky obklopují bázi pysku a jsou podobné hornímu kališnímu lístku.
Korunní lístky jsou blanité, čárkovitě jazykovité až tupě vejčitě kopinaté, horním okrajem přirostlé k vrchnímu kališnímu lístku. Pysk je nesouměrný, prohnutý, přirostlý k bázi a spodním okrajům sloupku.
Sloupek je prohnutý, s okrouhlým průřezem. Tyčinka má vejčitý tvar.
Semeník je pýřitý.

## Rozšíření
Rod Macodes zahrnuje 11 druhů. Je rozšířen v tropické Asii od jižního Vietnamu a Thajska přes jihovýchodní Asii a Novou Guineu po japonské ostrovy Rjúkjú, Šalomounovy ostrovy a Vanuatu. Největší areál má Macodes petola, rozšířený v Thajsku a téměř celé jihovýchodní Asii s výjimkou Malých Sund. Většina ostatních druhů má relativně omezený areál. Největší počet druhů se vyskytuje na Nové Guineji (celkem 5, z toho 3 endemické). V Tichomoří roste jediný druh, Macodes sanderiana, který zasahuje z Nové Guineje na souostroví Vanuatu.
Rostliny se vyskytují na stinných stanovištích v podrostu nížinných a montánních tropických deštných lesů v nadmořských výškách od 100 do 1500 metrů. Rostou v listovém opadu a humózní půdě. Druh Macodes dendrophila, rostoucí na Nové Guineji a Šalomounových ostrovech, bývá někdy nalézán i na stromech, kde roste jako epifyt.

## Taxonomie
Rod Macodes je v rámci čeledi Orchidaceae řazen do podčeledi Orchidoideae, tribu Cranichideae a podtribu Goodyerinae. Mezi blízce příbuzné rody náleží dle výsledků fylogenetických studií rody Anoectochilus (46 druhů v tropické Asii), Dossinia (1 druh na Borneu), Ludisia (2 druhy v tropické Asii) a Odontochilus (syn. Pristiglottis, 55 druhů v tropické a subtropické Asii).

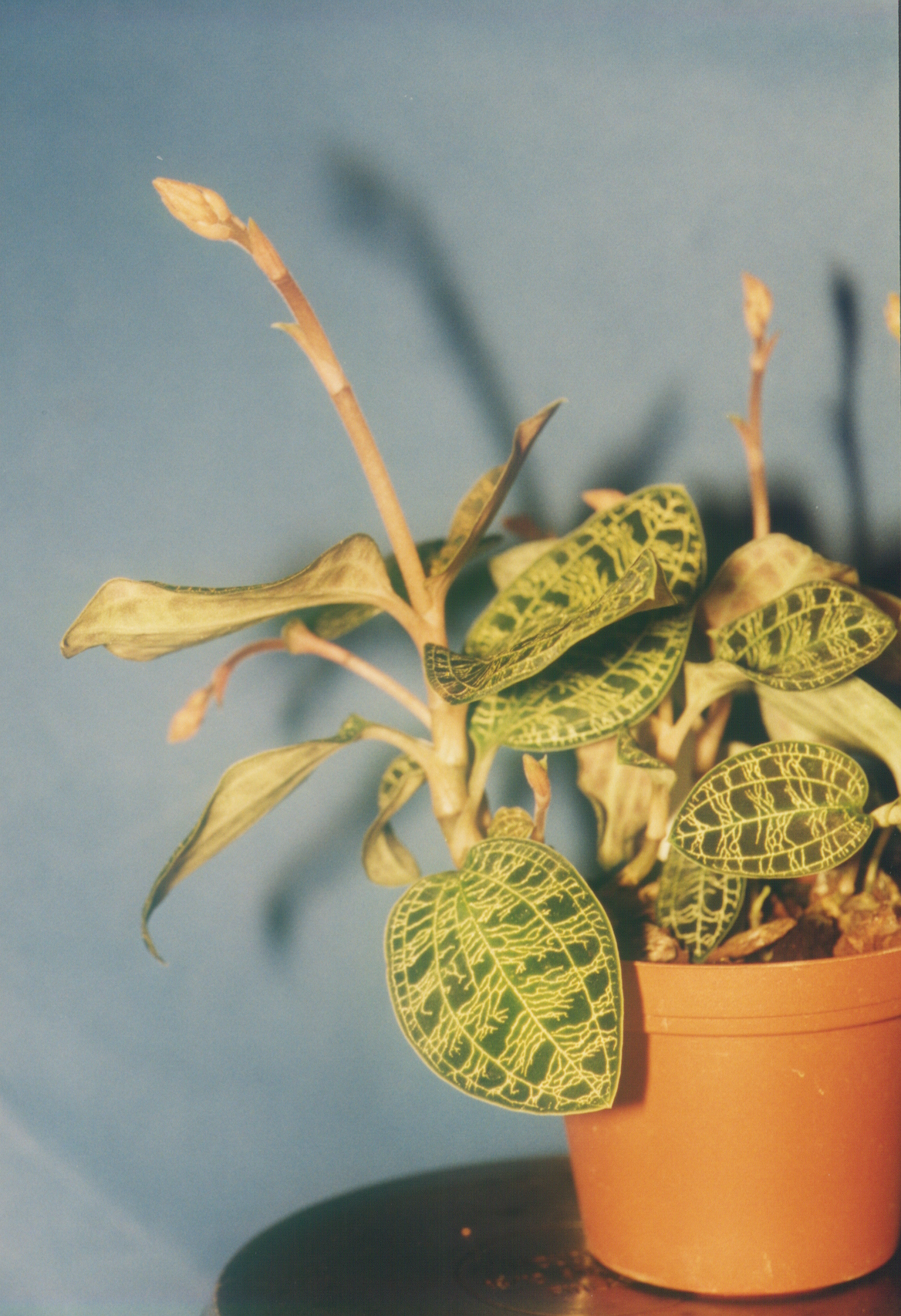
Nakvétající Macodes petola

## Význam
Druh Macodes petola je občas pěstován pro pohledné olistění jako ozdobná rostlina. Vyžaduje vyšší vlhkost vzduchu a je proto třeba jej pěstovat v pokojových vitrínách nebo jiných skleněných nádobách. Kvete na podzim drobnými, nenápadnými květy v až 20 cm vysokém, řídkém květenství. Pro skupinu vzhledově podobných orchidejí, pěstovaných pro krásné olistění s barevným žilkováním (Macodes, Ludisia, Anoectochilus aj.), se vžil termín jewel orchids.
Šťáva z Macodes petola se na Jávě kape do očí pro zlepšení umu při okrasném psaní.